# Eva Marlene Hausteiner
Eva Marlene Hausteiner (* 1983 in Rotthalmünster) ist eine deutsche Politikwissenschaftlerin. Sie hat seit 2022 den Lehrstuhl für Politische Theorie und Ideengeschichte an der Friedrich-Alexander-Universität Erlangen-Nürnberg inne.

## Wissenschaftlicher Werdegang
Eva Marlene Hausteiner studierte Politikwissenschaften, Russistik und VWL an der Universität Potsdam, der Humboldt-Universität zu Berlin und der New York University. Sie war von 2009 bis 2016 Mitarbeiterin am von Herfried Münkler geleiteten politikwissenschaftlichen Teilprojekt des Sonderforschungsbereichs 644 „Transformationen der Antike“ und von 2016 bis 2021 Wissenschaftliche Mitarbeiterin am Lehrstuhl für Politische Theorie und Ideengeschichte der Universität Bonn. Promoviert wurde sie 2014 mit einer Arbeit zu imperialen Legitimationsstrategien im British Empire, die von Herfried Münkler und Jürgen Osterhammel betreut wurde. Nach Forschungsaufenthalten an der Columbia University, Princeton University und einem einjährigen Fellowship am Center for European Studies der Harvard University wurde sie 2021 mit einer Arbeit zur Ideengeschichte des Föderalen im 20. Jahrhundert an der Universität Bonn habilitiert. Im Anschluss an Professurvertretungen an der Universität Greifswald und der Universität Passau nahm sie 2022 einen Ruf auf die W3-Professur für Politische Theorie und Ideengeschichte an der Universität Erlangen-Nürnberg an und lehnte einen W3-Ruf an die Universität Passau ab.

## Forschungsschwerpunkte
Ihre Forschungsschwerpunkte liegen in der Politischen Theorie und Ideengeschichte des 19. und 20. Jahrhunderts, der Imperien- und Föderalismusforschung, der politischen Ikonographie und Narrativität sowie der imperialen Ideengeschichte Russlands. Ihr methodischer Ansatz verbindet ideengeschichtliche Perspektiven mit systematischen Fragestellungen der politischen Theorie.

## Wissenschaftliche Aktivitäten und Funktionen
Eva Marlene Hausteiner ist seit 2011 gewähltes Mitglied des Vorstandes der Sektion Politische Theorie und Ideengeschichte der Deutschen Vereinigung für Politikwissenschaft und seit 2022 Redaktionsmitglied der Politischen Vierteljahresschrift. Von 2010 bis 2022 war sie Redaktionsmitglieds des politiktheoretischen Wissenschaftsblogs Theorieblog.

## Auszeichnungen
Nach der Studienförderung durch die Studienstiftung des Deutschen Volkes war Eva Marlene Hausteiner auch Promotionsstipendiatin derselben Stiftung. Ihre Doktorarbeit gewann den 2. Platz des Johannes-Zilken-Disserationspreises. 2016 wurde sie mit dem John F. Kennedy-Memorial-Fellowship ausgezeichnet.

## Schriften (Auswahl)
Monographie
- Greater than Rome. Neubestimmungen britischer Imperialität 1870–1914. Frankfurt am Main 2015, ISBN 978-3-593-50307-3.

Herausgeberschaften
- Politische Stabilität. Ordnungsversprechen, Demokratiegefährdung, Kampfbegriff, Sonderband Berliner Zeitschrift für Sozialwissenschaften (hrsg. mit Grit Straßenberger/Felix Wassermann). Baden-Baden 2020, ISBN 978-3-7489-0756-5.
- Imperien verstehen. Typen, Theorien und Transformationen globaler Macht (hrsg. mit Sebastian Huhnholz), Baden-Baden 2019, ISBN 978-3-8487-4753-5.
- Politische Ikonographie zwischen Identitäts- und Differenzrepräsentation, Sonderband Berliner Zeitschrift für Sozialwissenschaften (hrsg. mit Sebastian Huhnholz), Baden-Baden 2018, ISBN 978-3-8487-4277-6.
- Föderalismen. Modelle jenseits des Staates, Baden-Baden, 2016, ISBN 978-3-8487-2911-1.
- Die Legitimation von Imperien. Strategien und Motive im 19. und 20. Jahrhundert (hrsg. mit Herfried Münkler). Frankfurt am Main/New York 2012, ISBN 3-593-39784-6.

Artikel und Zeitungsbeiträge (Auswahl)
- Die USA als föderales Regierungssystem, in: Christian Lammert, Markus Siewert & Boris Vormann (Hrsg.).: Handbuch Politik USA, Springer 2020, S. 257–268. doi:10.1007/978-3-658-04125-0_56-1
- Stabilität – ein (un-)demokratisches Versprechen? (zus. mit Grit Straßenberger), in: Peter Geiss & Dominik Geppert (Hrsg.): Eine Werteordnung für die Welt, Bonn University Press, 2019.
- Can federations expel member states? On the political theory of expulsion, in: Journal of International Political Theory 16/1, 2018, S. 47–67. doi:10.1177/1755088218801041
- Tsarist Afterlives. Russian Para-Royalty between Nationalism and Transnationalism, in: Milinda Banerjee, Charlotte Backerra, Cathleen Sarti (Hrsg.): The Royal Nation. Transnational Histories, Basingstoke: Palgrave Macmillan, 2017, S. 331–353.
- Managing the World – Conceptions of Imperial Rule between Republicanism and Technocracy, in: History of European Ideas, 42/2, 2016, 570–584. doi:10.1080/01916599.2016.1161400
- Außer Kontrolle. Können die USA einem Autokraten wirklich standhalten?, in: Süddeutsche Zeitung, 19. Dezember 2016.
- Alekesandr Dugin – Putins Dämon? in: Die Zeit 35/2014.
- Machiavelli als kleiner Machiavellist und großer Musterdemokrat, in: Frankfurter Allgemeine Zeitung, Beilage Geisteswissenschaften, 11. Dezember 2013.
- Imperium Eurasien? Großraumdenken zwischen imperialer Ambition und Globalisierungskritik, in: Zeitschrift für Weltgeschichte, 2, 2010, S. 145–160.